# Jenny O'Hara
Patricia Joanne "Jenny" O'Hara, född 24 februari 1942 i Sonora i Kalifornien, är en amerikansk skådespelare. O'Hara har medverkat som gästskådespelare i en större antal tv-serier. Bl.a. Kojak, Charlies änglar, Law & Order, Beverly Hills, 90210, Cityakuten, Reba, Six Feet Under och Big Love. Hon hade även en återkommande roll som Janet Heffernan i Kungen av Queens under flera säsonger.